# Jardín botánico de Cape Fear
El Jardín Botánico de Cape Fear, en inglés: Cape Fear Botanical Garden, es un jardín botánico y arboreto de 32 hectáreas de extensión que se encuentra en  Fayetteville, Carolina del Norte.  
Este jardín botánico está administrado por una sociedad privada sin ánimo de lucro.
El código de identificación del Cape Fear Botanical Garden como miembro del "Botanic Gardens Conservation International" (BGCI), así como las siglas de su herbario es FEAR.

## Localización
Se encuentra entre el río Cape Fear y el arroyo "Cross Creek" a dos millas del centro de  Fayetteville. 
Cape Fear Botanical Garden 536 N. Eastern Boulevard P.O. Box 53485 Fayetteville Cumberland county, North Carolina 28305 United States of America-Estados Unidos de América
Planos y vistas satelitales.35°3′15.12″N 78°51′32.04″O / 35.0542000, -78.8589000
Está abierto a diario desde el alba al ocaso. La entrada es gratuita. 

## Historia
El jardín botánico de Cape Fear fue proyectado en 1989 por un grupo de entusiastas de la jardinería de Fayetteville. Dirigido por miembros de la comunidad tal como Bruce Williams, Martha Duell, y Roger Mercer, estos entusiastas se reunieron y establecieron los Amigos del Jardín Botánico. 
El jardín fue concebido en la mesa de la cocina de Martha Duell, en la columna de jardinería de Roger Mercer, junto con decenas de simpatizantes y voluntarios comprometidos.
Desde entonces, "Cape Fear Botanical Garden" ha crecido. Actualmente, más de veinte años después, el Jardín abarca 77 hectáreas de bosque de pino y madera dura, y cuenta meticulosamente conservados parajes naturales de plantas autóctonas de la región, árboles y vida silvestre. 

## Colecciones
En el jardín botánico alberga unas 2000 Accesiones de plantas vivas
Entre sus colecciones de plantas se incluyen :
- Colección de pinos y plantas de madera dura
- Colección de plantas ornamentales e incluyen variedades y cultivares de Hemerocallis, Camelia y jardines de Hosta.
- El Paseo del Río,
- Jardín de la Herencia,
- Jardín de los niños,
- Jardín ahorrador de agua.